# Tom Santschi
Tom Santschi (24 de octubre de 1880 – 9 de abril de 1931) fue un actor y director cinematográfico de nacionalidad estadounidense, activo en la época del cine mudo.

## Biografía
Su verdadero nombre era Paul William Santschi, y nació en Cristal City, Misuri, aunque algunas fuentes afirman que nació en Suiza. Desde 1908 a 1931, Santschi actuó en más de 300 filmes, y dirigió por encima de los 50 desde 1910 a 1916. 
Santschi murió en 1931, mientras dormía, en Los Ángeles, California, a causa de hipertensión arterial y un ataque al corazón . Tenía 52 años de edad. Fue enterrado en el Cementerio Hollywood Forever. En la lápida se lee 1880 como su año de nacimiento.

## Filmografía (selección)

### Actor
| - 1908 : The Spirit of '76 - 1909 : Boots and Saddles - 1909 : Mephisto and the Maiden - 1909 : In the Badlands - 1909 : In the Sultan's Power - 1909 : Ben's Kid - 1909 : The Heart of a Race Tout - 1909 : The Leopard Queen - 1909 : The Tenderfoot - 1909 : The Stampede - 1909 : Briton and Boer - 1909 : Up San Juan Hill - 1909 : On the Border - 1909 : Pine Ridge Feud - 1910 : The Roman - 1910 : Across the Plains - 1910 : Pride of the Range - 1910 : In the Great Northwest - 1910 : The Courtship of Miles Standish - 1910 : Davy Crockett - 1910 : Mazeppa, or the Wild Horse of Tartary - 1911 : Blackbeard - 1911 : The New Superintendent - 1911 : The Novice - 1911 : Captain Brand's Wife - 1911 : Range Pals - 1911 : Wheels of Justice - 1911 : Stability vs. Nobility - 1911 : One of Nature's Noblemen - 1911 : The Regeneration of Apache Kid - 1911 : Old Billy - 1911 : The Blacksmith's Love - 1911 : Captain Kate - 1911 : Shipwrecked - 1911 : The Coquette - 1911 : George Warrington's Escape - 1911 : The Night Herder - 1911 : The Right Name, But the Wrong Man - 1911 : Evangeline - 1911 : The Profligate - 1911 : Their Only Son - 1911 : In the Days of Gold - 1911 : Slick's Romance - 1911 : Through Fire and Smoke - 1911 : How Algy Captured a Wild Man - 1911 : Kit Carson's Wooing - 1911 : Back to the Primitive - 1911 : The Curse of the Redman - 1911 : The Rival Stage Lines - 1911 : In Old California When the Gringos Came - 1911 : Lieutenant Grey of the Confederacy - 1911 : The Bootlegger - 1911 : The Heart of John Barlow - 1911 : The Maid at the Helm - 1911 : Making a Man of Him - 1911 : How They Stopped the Run on the Bank - 1912 : Me an' Bill - 1912 : Bessie's Dream - 1912 : Monte Cristo - 1912 : A Waif of the Sea - 1912 : The Ones Who Suffer - 1912 : The Lake of Dreams - 1912 : The New Woman and the Lion - 1912 : The Coming of Columbus - 1912 : The Love of an Island Maid - 1912 : Rivals - 1912 : A Reconstructed Rebel - 1912 : The Price of Art - 1912 : The Vision Beautiful - 1912 : The Professor's Wooing - 1912 : His Masterpiece - 1912 : The Polo Substitute - 1912 : The Little Indian Martyr - 1912 : Sergeant Byrne of the Northwest Mounted Police | - 1912 : The Indelible Stain - 1912 : Partners - 1912 : The Pity of It - 1912 : The Great Drought - 1912 : The Shuttle of Fate - 1912 : The Fisherboy's Faith - 1912 : The Cowboy's Adopted Child - 1912 : His Wedding Eve - 1912 : Carmen of the Isles - 1912 : Kings of the Forest - 1912 : Old Songs and Memories - 1912 : Shanghaied - 1912 : A Crucial Test - 1912 : Mike's Brainstorm - 1912 : The Triangle - 1912 : The God of Gold - 1912 : Opitsah: Apache for Sweetheart - 1912 : Sammy Orpheus - 1912 : The Last of Her Tribe - 1912 : The Little Organ Player of San Juan - 1912 : The Bandit's Mask - 1912 : The Danites - 1913 : Greater Wealth - 1913 : Whose Wife Is This? - 1913 : A Revolutionary Romance - 1913 : The Three Wise Men - 1913 : A Little Hero - 1913 : The Early Bird - 1913 : The Flaming Forge - 1913 : The Dancer's Redemption - 1913 : Sally in Our Alley - 1913 : A Prisoner of Cabanas - 1913 : Vengeance Is Mine - 1913 : Alas! Poor Yorick! - 1913 : Dollar Down, Dollar a Week - 1913 : Hiram Buys an Auto - 1913 : An Old Actor - 1913 : In the Long Ago - 1913 : Wamba, a Child of the Jungle - 1913 : The Wordless Message - 1913 : Alone in the Jungle - 1913 : When Lillian Was Little Red Riding Hood - 1913 : When Men Forget - 1913 : Budd Doble Comes Back - 1913 : A Wild Ride - 1913 : Thor, Lord of the Jungles - 1913 : Hope - 1913 : The Adventures of Kathlyn - 1914 : His Fight - 1914 : The Lonesome Trail - 1914 : The Spoilers, de Colin Campbell - 1914 : Caryl of the Mountains - 1915 : Love Finds a Way - 1915 : A Sultana of the Desert - 1915 : The Lion's Mate - 1915 : The Vengeance of Rannah - 1915 : The Jaguar Trap - 1915 : Lost in the Jungle - 1916 : The Three Wise Men - 1916 : The Smouldering Flame - 1916 : The Garden of Allah - 1916 : The Regeneration of Jim Halsey - 1916 : The Crisis - 1916 : Toll of the Jungle - 1916 : The Adventures of Kathlyn - 1917 : Beware of Strangers - 1917 : Her Perilous Ride - 1917 : The Smoldering Spark - 1917 : Who Shall Take My Life? - 1918 : The Still Alarm - 1918 : The City of Purple Dreams - 1919 : Her Kingdom of Dreams, de Marshall Neilan - 1926 : Tres hombres malos - 1928 : Vultures of the Sea - 1931 : The Phantom of the West |

### Director
| - 1914 : Caryl of the Mountains - 1915 : The Lion's Mate - 1915 : Love Finds a Way - 1915 : The Two Natures Within Him - 1915 : The Jaguar Trap - 1915 : How Callahan Cleaned Up Little Hell - 1915 : The Girl and the Reporter - 1915 : The Octopus - 1915 : The Heart of Paro - 1915 : In the King's Service - 1915 : The Blood Seedling | - 1915 : A Sultana of the Desert - 1915 : In Leopard Man - 1915 : The Vengeance of Rannah - 1915 : Young Love - 1915 : A Jungle Revenge - 1915 : Orders - 1915 : The Baby and the Leopard - 1916 : Toll of the Jungle - 1916 : An Elephant's Gratitude - 1916 : The Private Banker |